# Olceclostera castra
Olceclostera castra är en fjärilsart som beskrevs av Jones 1908. Olceclostera castra ingår i släktet Olceclostera och familjen silkesspinnare. Inga underarter finns listade i Catalogue of Life.